# Pirkko Nuolijärvi
Pirkko Sinikka Nuolijärvi, född 19 juli 1949 i Helsingfors, är en finländsk språkvetare. Hon företräder den sociolingvistiska inriktningen inom fennistiken i Finland.
Nuolijärvi disputerade för filosofie doktorsexamen 1986 på en avhandling om språklig anpassning bland inflyttare från Savolax och Södra Österbotten i Helsingfors, Kolmannen sukupolven kieli. Efter bland annat en tjänst som biträdande professor i finska språket vid Helsingfors finska handelshögskola 1989–1998 tillträdde hon 1998 tjänsten som direktör för Forskningscentralen för de inhemska språken. Bland förtroendeuppdragen kan nämnas att Nuolijärvi var medlem av Nordiska rådets språkpolitiska grupp 1999–2003 och att hon sedan 2004 är medlem av Nordens språkråd. Åren 1997–2003 var hon ordförande för Sällskapet för forskning i finska språket.

## Utmärkelser
- Riddartecknet av I klass av Finlands Vita Ros’ orden,  6 december 2005[1]
- Kommendörstecknet av Finlands Lejons orden,  6 december 2015[1]

[Redigera Wikidata]